# Morton (Illinois)
Morton è un comune degli Stati Uniti d'America, situato nell'Illinois, nella contea di Tazewell.